# فوئنتس د خیلکا
فوئنتس د خیلکا (به اسپانیایی: Fuentes de Jiloca) یک دهستان در اسپانیا است که در استان ساراگوسا واقع شده‌است. فوئنتس د خیلکا ۲۷ کیلومتر مربع مساحت و ۳۰۸ نفر جمعیت دارد.